# Costin Murgescu
Costin Murgescu (n. 27 octombrie 1919, Râmnicu Sărat, Râmnicu-Sărat, România – d. 30 august 1989, București, România) a fost diplomat, economist, geopolitician, specialist în globalizare român, membru corespondent al Academiei Române, directorul institutului de Economie Mondială din București. De asemenea, a fost unchiul istoricului Bogdan Murgescu.

## Biografie
Costin Murgescu s-a născut la data de 27 octombrie 1919 în orașul Râmnicu Sărat ca fiu al generalului Ion C. Murgescu (1895-1981). De tânăr, a fost interesat de drept, istorie, artă și literatură. La vârsta de 19 ani a scris o lucrare despre procesul semnatarilor Memorandumului Transilvaniei. Între timp, Murgescu s-a înscris și la Facultatea de Drept a Unviersității din București, continuând colaborarea cu diferite publicații din țară, între care "Familia", "Revista Fundațiilor Regale" sau "Noua Gazetă de Vest" de la Oradea. 
Costin Murgescu, deși fiu de general, a plecat pe frontul de luptă al celui de-al doilea război mondial, a luptat și a fost rănit grav. Adus apoi la spitalul militar din Cluj, a fost salvat.

## Cariera
- Șef al Catedrei de economie politică a Universității din București (1956-1965)
- Membru corespondent al Academiei Române (din 21 martie 1963)
- Director al Institutului de Cercetări Economice al Academiei Române
- Consilier la Consiliul de Miniștri(1968-1974)
- Redactor-șef al revistei „Viața economică”(1968-1971)
- Director al Institutului de Economie Mondială (din 1970)
- Director general  al Institutului pentru Studierea Conjuncturii Economiei Naționale(1970-1973)
- Membru în comitetul de direcție al Centrului de Științe Sociale UNESCO din Viena[9]

## România liberă
După vindecarea sa îndelungată, Costin Murgescu a fost numit ca redactor al rubricilor economice ale ziarului "România liberă". Ca o curiozitate, a fost coleg de redacție cu soția sa, Ecaterina Oproiu, care era redactoarea rubricilor culturale ale aceluiași ziar, și totodată dramaturgul, criticul de film, filmologul, scriitoarea și traducătoarea de mai târziu, fondatoarea și directoarea Revistei "Cinema".

## Planul Valev
Numit redactor al rubricilor economice ale ziarului România liberă, Costin Murgescu "a atacat dur, decis, dar profund argumentat" planul Valev (planul omului de știință sovietic Emil Borisovici Valev), plan prin care sovieticii urmăreau crearea, în țările socialiste, a unor enclave economice autonome față de țara-mamă, profilate astfel încât industria revenea doar unor state socialiste. Iar în rest, inclusiv în România, să fie înființate doar zone agricole, coordonate, desigur, tot de sovietici."
Argumentele clar exprimate de Costin Murgescu, au fost recunoscute ca valide de către revista internațională „Komunist", care apărea la Praga, în Cehoslovacia. Imediat după aceea, revista cehă, care avea apariții și în limbile germană, franceză și engleză a publicat lungul eseu al lui Murgescu simultan în cehă și în celelalte trei limbi ale sale de apariție, limbi de largă circulație internațională. Imediat, Costin Murgescu a devenit o celebritate profesională mondială în probleme de geopolitică și globalizare.
Ca atare, în chip evident, încercarea de re-subjugare a României, după desființarea Sovrom-urilor și plecarea sovieticilor din țară (din 1959-1960) a căzut cu „brio". Meritele lui Murgescu fiind evidente, acesta fost numit director general al Institutului de Economie Mondială. "Legat de acest plan Valev, în România se glumea spunându-se că, dacă ar fi aplicat, ar fi fost bine ca noi, românii, să cultivăm doar ... fân, iar bulgarii să se ocupe de epigrame." 

## Cariera de diplomat
După perioada de demolare a planului Valev și de conducere al Institutului de Economie Mondială, Costin Murgescu a avut o altă carieră ca diplomat, fiind ambasadorul României la Organizația Națiunilor Unite.

## Decorații
- Ordinul „Steaua Republicii Populare Romîne” clasa a III-a (18 august 1964) „pentru merite deosebite în opera de construire a socialismului, cu prilejul celei de a XX-a aniversări a eliberării patriei”[12]

## Principalele lucrări publicate (lista este incompletă)[13]
- 1940 - Fragment ardelean: Procesul Memorandumului, Editura Vremea, Colecția România Eroică, București;
- 1956 - Reforma agrară din 1945, Editura Academiei R.P.R., București;
- 1960 - Contribuții la istoria capitalismului străin în România de la sfârșitul Primului Război Mondial până la ieșirea din criza economică din 1929-1933;
- 1964 - Concepții potrivnice principiilor de bază ale relațiilor economice dintre țările socialiste, Viața economică, București, numărul 23 din 5 iunie 1964 - Articolul-eseu combătând Planul Valev;
- 1967 - Cooperarea economică și tehnico - științifică internațională, efectele ei asupra creșterii economice și dezvoltării schimburilor externe, România, București;
- 1967 - Ľ influencede ľ industrialisation sur la mobilite sociale;
- 1970 - Aspecte economice ale Conferinței general-europene pentru securitate și cooperare;
- 1970 - România și promovarea principiilor cooperării economice internaționale;
- 1971 - Reflecții asupra cooperării economice general-europene;
- 1972 - David Ricardo în Anglia revoluției industriale;
- 1974 - Industria grea, pivot al reconstrucției României;
- 1977 - Relații comerciale ale României și colaborarea economică cu alte țări;
- 1982 - Japonia în economia mondială;
- 1983 - Probleme actuale privind creșterea economică a României;
- 1985 - Japonia în economia mondială (Carnet de călătorie), Editura Științifică și Enciclopedică, România, București;
- 1986 - Criza economică mondială. Concept, dimensiuni, implicații;[9]
- 1987, 1989 - Mersul ideilor economice la români, volumele I și al II-lea, Editura Științifică și Enciclopedică, România, București;
- 1996 - Drumurile unității românești. Drumul oilor. Drumurile negustorești, Editura Enciclopedică, România, București, (ediție postumă);

## Sfaturi
Iată câteva sfaturi pe care Eugeniu Carada le-a dat actorilor vieții economice și publicului din România:
- „Să nu datorezi niciodată mai mult de jumătate din ceea ce poți plăti ușor.“,
- „Dacă înșeli un creditor, acesta devine pentru tine o fântână secată.“,
- „Nu făgădui decât jumătate din ceea ce poți să faci cu ușurință“.

## ConcursulCostin Murgescupentru Cercetare în Economie
În anul 2012, Fondul de Garantare a Depozitelor în Sistemul Bancar a inițiat Concursul "Costin Murgescu" pentru cercetare în economie adresat studenților masteranzi sau doctoranzi de naționalitate română.  Arhivat în 20 mai 2014, la Wayback Machine. Câștigătorul concursului primește un premiu în valoare de 3.000 de euro. Studenții se înscriu la concurs cu o lucrare originală pe o temă de macroeconomie, la alegere. În spiritul ideilor lui Costin Murgescu, concursul provoacă studenții să dezvolte o gândire deschisă, să își aprofundeze cercetările, să își expună și argumenteze ideile și să își practice abilitățile de cercetare.